# Bom (singolo)
Bom è un singolo della cantante brasiliana Ludmilla, pubblicato il 17 giugno 2016 ed estratto dal secondo album in studio A danada suo eu.

## Video musicale
Ludmilla ha pubblicato il video musicale della canzone l'11 luglio 2016. Il video, diretto da Felipe Sassi, ha un'ambientazione semplice. Daniel Lourenço e Ludmilla hanno firmato la coreografia del video.